# Côtes de Castillon
Côtes de Castillon es un vino tinto con denominación de origen de la región vinícola de Burdeos. El decreto de 17 de febrero de 1998 regula las denominaciones de origen controladas «Costières de Nîmes» y «Côtes de Castillon». La zona de producción de los vinos de esta denominación está delimitada por el territorio de las comunas de Belvès-de-Castillon, Castillon-la-Bataille y Saint-Magne-de-Castillon, habiéndose ampliado a Gardegan-et-Tourtirac, Monbadon, Saint-Genès-de-Castillon, Saint-Philippe-d'Aiguille, Sainte-Colombe y Les Salles.
Debe elaborarse con las variedades autorizadas: cabernet franc (N), cabernet sauvignon (N), cot o malbec (N) y merlot (N).